# 邁克·弗里爾
邁克爾·惠特尼·弗里爾（1960年5月29日—）是一位英格蘭政治人物，他的黨籍是保守黨。自2010年開始，他擔任芬奇利和戈爾德斯格林選區選出的英國下議院議員。他出生在曼彻斯特。